# Museo del giocattolo e degli automi
Il Museo del giocattolo e degli automi (in catalano: Museu de Joguets i Autòmats; in castigliano: Museo de Juguetes y Autómatas) si trova a Verdú, 100 km da Barcellona; inaugurato nel 2004, presenta una collezione di più di un migliaio di giocattoli.
Il museo è situato in un palazzo edificato nel XV secolo, dall'imponente e spettacolare architettura; nel 1999, per iniziativa di un collezionista di Verdú, Manel Mayoral, si decise di trasformarlo in museo, effettuando le opportune ristrutturazioni.

## Il museo
Le collezioni sono suddivise nei quattro piani del palazzo, in un percorso espositivo organizzato in settori tematici.
La prima sala mostra i giocattoli tipici dell'antica civiltà contadina; segue l'esposizione degli oggetti legati al gioco del calcio e ai calciatori più famosi, con palloni, accessori e cimeli vari.
La terza sala è dedicata ai veicoli giocattolo artigianali, dalle biciclette ai tricicli, dalle automobiline a pedali ai tram, dai trenini agli aeroplani.
Il quarto tema riguarda i giocattoli meccanici, con le attrazioni degli antichi luna park e una collezione di automi francesi del XIX - XX secolo, e al teatro per i bambini, con le marionette e i burattini.